# Дирів Анатолій Борисович
Анато́лій Борисович Ди́рів (нар. 1 лютого 1970, смт Брошнів-Осада, Рожнятівський район, Івано-Франківська область) — український політик. Народний депутат України. Член партії «Народний фронт»

## Біографія

### Освіта
Освіта вища. Закінчив Львівську комерційну академію (1991–1996).

### Кар'єра
2010–2012 — голова Рожнятівської районної ради.
З 12 грудня 2012 — народний депутат України 7-го скликання від партії Всеукраїнське об'єднання «Батьківщина», обраний в одномандатному окрузі № 86. Отримав 29,02 % голосів. Голова підкомітету з питань організації роботи Верховної Ради України Комітету Верховної Ради з питань Регламенту, депутатської етики та забезпечення діяльності Верховної Ради України.

### Парламентська діяльність
Був одним з 59 депутатів, що підписали подання, на підставі якого Конституційний суд України скасував статтю Кримінального кодексу України про незаконне збагачення, що зобов'язувала держслужбовців давати пояснення про джерела їх доходів і доходів членів їх сімей. Кримінальну відповідальність за незаконне збагачення в Україні запровадили у 2015 році. Це було однією з вимог ЄС на виконання Плану дій з візової лібералізації, а також одним із зобов'язань України перед МВФ, закріпленим меморандумом.

### Інциденти
Активний учасник бійки у Верховній Раді 11 грудня 2015 року під час якої депутати «Народного фронту» побили Олега Барну. Приводом для бійки стало грубе поводження Барни з тодішнім прем'єр-міністром Арсенієм Яценюком.

## Сім'я
Дружина Дирів Неля Зіновіївна, у подружжя є син Дирів Арсен Анатолійович.